# Unione Sportiva Latina Calcio 2016-2017
Questa voce raccoglie le informazioni riguardanti l’Unione Sportiva Latina Calcio nelle competizioni ufficiali della stagione 2016-2017.

## Stagione
Nella stagione 2016-2017, il Latina disputa il quarto torneo di Serie B. Il nuovo allenatore è Vincenzo Vivarini. La stagione è iniziata l'11 luglio con le visite mediche e il ritiro che quest'anno si svolge a Castel di Sangro (AQ) dal 15 al 30 luglio. Nella Coppa Italia Tim Cup, i nerazzurri sono partiti dal secondo turno, dove hanno battuto il Matera (1-0). Il cammino in Coppa Italia termina al terzo turno, dove il Latina viene sconfitto (1-0) dopo i tempi supplementari contro il Novara. La quarta stagione in serie B, si apre con la pesante sconfitta (4-1) di Verona. La prima vittoria in campionato, arriva all'ottava giornata tra le mura amiche del Francioni (2-0) al Trapani. Il 18 novembre 2016, a causa di problemi giudiziari, il presidente Pasquale Maietta si dimette lasciando la poltrona di presidente al vice Antonio Aprile. Il 28 dicembre 2016 viene ufficializzata la cessione della società ad una cordata imprenditoriale di Anzio con a capo Angelo Ferullo che diventa il nuovo presidente del club. Tuttavia, il 9 febbraio 2017, Angelo Ferullo comunica la scelta di dimettersi da presidente del Latina, lasciando l'incarico a Benedetto Mancini. Il 9 marzo 2017 il Tribunale Fallimentare di Latina autorizza l'esercizio provvisorio della società dopo averne dichiarato il fallimento, nominando come giudice delegato la dottoressa Linda Vaccarella e due curatori fallimentari: il dottor Vincenzo Loreti e l'avvocato Luca Pietricola. La squadra potrà proseguire il campionato di Serie B ed entro il 30 giugno verrà indetta l'asta pubblica di assegnazione del titolo sportivo. Il 30 marzo 2017 il Tribunale Federale Nazionale infligge la penalizzazione di un punto in classifica al Latina, sanzionando con 3 mesi di inibizione l’ex Amministratore e legale rappresentante della società Pasquale Maietta e con l’inibizione di 30 giorni l’ex Amministratore e legale rappresentante della società Antonio Aprile. I due dirigenti erano stati deferiti a seguito di segnalazione della CO.VI.SO.C. per non aver corrisposto, entro il 16 dicembre 2016, le ritenute Irpef e i contributi Inps relativi agli emolumenti dovuti ai propri tesserati. Il 3 aprile 2017, la Corte Federale d'Appello ha accettato il ricorso presentato dal Procuratore Federale verso il proscioglimento, datato 16 gennaio scorso, dagli addebiti contestati per il mancato rispetto della scadenza dei pagamenti degli emolumenti del bimestre gennaio-febbraio 2016, penalizzando di un punto il Latina. Dopo il terzo esperimento d'asta per l'acquisizione del titolo sportivo dell'U.S. Latina Calcio, il 18 aprile la società viene acquisita dalla Mens Sana Latina srl, società rappresentata legalmente da Benedetto Mancini, già presidente del Latina dal 9 febbraio al 9 marzo 2017. Mancini, dopo aver versato una caparra, non porta a compimento l'acquisto della società, la quale torna all'asta. Con ulteriori 5 punti di penalizzazione inflitti dal Tribunale Fallimentare, il 3 maggio 2017, il Latina retrocede matematicamente in Lega Pro con tre giornate di anticipo, lasciando la Serie B dopo quattro stagioni. In più, viene inflitta una sanzione di euro 1.500 per la recidiva, il tutto a seguito dei deferimenti per violazioni CO.VI.SO.C. Lo stesso giorno, il presidente Benedetto Mancini, il consigliere legale pro tempore Regina Daniela Wainstein e l'ex presidente pro tempore Angelo Ferullo, vengono inibiti rispettivamente per undici, sei e quattro mesi. Il campionato si chiude al 21º posto. Il 24 maggio, l'asta per la rilevazione del titolo sportivo, non va a buon fine. Ciò sancisce la fine del professionismo e la ripartenza dai campionati dilettantistici. Il 25 maggio la Corte d'Appello della F.I.G.C. accoglie il ricorso del Latina, riducendo da 5 a 2 punti (con un'ammenda di 1.500 euro) la penalizzazione in classifica inflittagli in I grado per violazioni Covisoc e annulla le inibizioni di 11 e 6 mesi nei confronti di Benedetto Mancini e Regina Daniela Wainstein.. Lo stesso giorno, il Tribunale di Latina, ordina la cessazione dell'esercizio provvisorio dell'azienda, sancendo così la fine del Latina calcio. La FIGC sciolse la squadra.

## Divise e sponsor
Lo sponsor tecnico per la stagione 2016-17 è Givova, mentre lo sponsor ufficiale è Loggia Industria Vernici.
| 1ª divisa | 2ª divisa | 3ª divisa |

## Organigramma societario
Area direttiva
- Direttore Tecnico: Fabrizio Lucchesi (dal 19 gennaio 2017)
- Direttore sportivo: Mauro Facci
- Amministrazione: Paola Balestrieri
- Segretario generale: Giovanni Francavilla

Area sanitaria
- Coordinatore staff sanitario: Prof. Agostino Tucciarone
- Medico Sociale: Dott. Bernardino Petrucci
- Medico Sociale: Dott. Gaetano Schiavottiello
- Collaboratore sanitario: Dott. Nicola Gioia
- Fisioterapisti: Giuseppe De Chiara, Massimo Piva, Mario Cassetta

Area tecnica
- Allenatore: Vincenzo Vivarini
- Allenatore in 2ª e allenatore dei portieri: Fabrizio Zambardi
- Assistente tecnico: Andrea Milani
- Preparatore atletico: Antonio Del Fosco
- Preparatore recupero infortunati: Maurizio Miele
- Match analyst: Emanuele Bottoni
- Team Manager: Riccardo Ronca

## Rosa
Rosa aggiornata al 31 gennaio 2017.
| N. |                       | Ruolo | Calciatore              |
| -- | --------------------- | ----- | ----------------------- |
| 1  | Italia (bandiera)     | P     | Matteo Grandi           |
| 2  | Slovacchia (bandiera) | D     | Atila Varga             |
| 3  | Italia (bandiera)     | D     | Matteo Bruscagin        |
| 4  | Spagna (bandiera)     | D     | Pol García              |
| 5  | Italia (bandiera)     | D     | Paolo Hernán Dellafiore |
| 7  | Italia (bandiera)     | A     | Daniele Corvia          |
| 8  | Italia (bandiera)     | C     | Michele Rocca           |
| 9  | Italia (bandiera)     | A     | Roberto Insigne         |
| 10 | Italia (bandiera)     | A     | Cristian Buonaiuto      |
| 11 | Italia (bandiera)     | A     | Giuliano Regolanti      |
| 12 | Italia (bandiera)     | P     | Carlo Pinsoglio         |
| 13 | Italia (bandiera)     | D     | Mauro Coppolaro         |
| 14 | Italia (bandiera)     | D     | Marco Pinato            |
| 15 | Italia (bandiera)     | D     | Alessandro Celli        |
| 16 | Francia (bandiera)    | D     | Adams Neil Barry        |

| N. |                     | Ruolo | Calciatore          |
| -- | ------------------- | ----- | ------------------- |
| 17 | Kenya (bandiera)    | C     | McDonald Mariga     |
| 18 | Italia (bandiera)   | A     | Pietro De Giorgio   |
| 19 | Italia (bandiera)   | C     | Filippo Bandinelli  |
| 20 | Ghana (bandiera)    | C     | Nelson Atiagli      |
| 21 | Italia (bandiera)   | C     | Luca Di Matteo      |
| 23 | Italia (bandiera)   | D     | Riccardo Brosco     |
| 26 | Italia (bandiera)   | D     | Riccardo Maciucca   |
| 27 | Italia (bandiera)   | A     | Antonio Negro       |
| 28 | Croazia (bandiera)  | D     | Marko Jordan        |
| 29 | Lituania (bandiera) | C     | Linas Mėgelaitis    |
| 30 | Italia (bandiera)   | C     | Alessandro De Vitis |
| 31 | Romania (bandiera)  | D     | Constantin Nica     |
| 32 | Italia (bandiera)   | C     | Marco Marchionni    |
| 33 | Italia (bandiera)   | C     | Gabriele Rolando    |
| 34 | Italia (bandiera)   | P     | Federico Rausa      |

## Calciomercato
Di seguito sono riportati i trasferimenti del calciomercato 2016-2017 del Latina.

### Sessione estiva (dal 1/7/2016 al 31/8/2016)
| Acquisti | Acquisti            | Acquisti     | Acquisti                              |
| R.       | Nome                | da           | Modalità                              |
| -------- | ------------------- | ------------ | ------------------------------------- |
| P        | Carlo Pinsoglio     | Juventus     | prestito                              |
| P        | Alessandro Tonti    | Teramo       | prestito                              |
| D        | Pol García          | Juventus     | prestito                              |
| D        | Riccardo Maciucca   | Grosseto     | fine prestito                         |
| D        | Paolo Regoli        | Livorno      | fine prestito                         |
| D        | Atila Varga         | Sampdoria    | prestito con opzione                  |
| D        | Adams Neil Barry    | Sampdoria    | prestito                              |
| D        | Constantin Nica     | Atalanta     | prestito                              |
| D        | Gilberto            | Fiorentina   | prestito                              |
| D        | Mauro Coppolaro     | Udinese      | prestito con opzione e contro opzione |
| C        | Filippo Bandinelli  | Fiorentina   |                                       |
| C        | Federico Moretti    | L.R. Vicenza | fine prestito                         |
| C        | Luca Di Matteo      |              | svincolato                            |
| C        | Alessandro De Vitis | Sampdoria    | prestito                              |
| C        | Christian D'Urso    | Roma         | prestito                              |
| C        | Roberto Criscuolo   | Sampdoria    | prestito                              |
| C        | Marco Pinato        | L.R. Vicenza | definitivo                            |
| C        | Gabriele Rolando    | Sampdoria    | prestito                              |
| C        | Michele Rocca       | Sampdoria    | prestito                              |
| C        | Stefano Amadio      | Teramo       | acquisto a titolo definitivo          |
| A        | Jefferson           | Casertana    | fine prestito                         |
| A        | Richmond Boakye     | Atalanta     | definitivo                            |
| A        | Nicola Talamo       | Maceratese   | fine prestito                         |
| A        | Giuliano Regolanti  |              | svincolato                            |

| Cessioni | Cessioni               | Cessioni       | Cessioni          |
| R.       | Nome                   | a              | Modalità          |
| -------- | ---------------------- | -------------- | ----------------- |
| P        | Daniel Leone           | Catanzaro      | prestito gratuito |
| P        | Simone Farelli         | Trapani        | prestito gratuito |
| P        | Raffaele Di Gennaro    | Inter          | fine prestito     |
| P        | Daniele Cardelli       | Pisa           | prestito          |
| P        | Samir Ujkani           | Genoa          | fine prestito     |
| D        | Ivano Baldanzeddu      | Venezia        | prestito gratuito |
| D        | Giuseppe Figliomeni    |                | svincolato        |
| D        | Marco Calderoni        | Chievo         | fine prestito     |
| D        | Paolo Regoli           | Mantova        | definitivo        |
| D        | Andrea Esposito        | L.R. Vicenza   | definitivo        |
| C        | Maodo Malick Mbaye     | Chievo         | fine prestito     |
| C        | Rubén Olivera          | -              | svincolato        |
| C        | Pasquale Schiattarella | -              | svincolato        |
| C        | Najib Ammari           | Virtus Entella | definitivo        |
| C        | Romeo Shahinas         | Racing Roma    | prestito          |
| A        | Gianluca Litteri       | Cittadella     | prestito gratuito |
| A        | Nicolao Dumitru        | Napoli         | fine prestito     |
| A        | Leandro Campagna       | Catanzaro      | prestito          |
| A        | Nicola Talamo          | Siracusa       | prestito          |
| A        | Jefferson              | Teramo         | definitivo        |

### Sessione invernale (dal 03/01/2017 al 31/01/2017)
| Acquisti | Acquisti           | Acquisti | Acquisti                              |
| R.       | Nome               | da       | Modalità                              |
| -------- | ------------------ | -------- | ------------------------------------- |
| P        | Matteo Grandi      | Cesena   | prestito                              |
| P        | Federico Rausa     | Carpi    | definitivo                            |
| A        | Roberto Insigne    | Napoli   | prestito con opzione e contro opzione |
| A        | Cristian Buonaiuto | Perugia  | prestito                              |
| A        | Antonio Negro      | Napoli   | prestito                              |
| A        | Pietro De Giorgio  | Crotone  | prestito                              |
| A        | Marko Jordan       | -        | definitivo                            |

| Cessioni | Cessioni              | Cessioni     | Cessioni          |
| R.       | Nome                  | a            | Modalità          |
| -------- | --------------------- | ------------ | ----------------- |
| P        | Alessandro Tonti      | Mantova      | definitivo        |
| D        | Gliberto              | Fiorentina   | fine prestito     |
| C        | Stefano Amadio        | Teramo       | prestito          |
| C        | Federico Moretti      |              | svincolato        |
| C        | Roberto Criscuolo     | Sampdoria    | fine prestito     |
| C        | Christian D'Urso      | Roma         | fine prestito     |
| A        | Daniele Paponi        | Juve Stabia  | definitivo        |
| A        | Boadu Maxwell Acosty  | Crotone      | definitivo        |
| A        | Richmond Boakye       | Stella Rossa | prestito biennale |
| A        | Luigi Alberto Scaglia | Parma        | definitivo        |

## Risultati

### Serie B

#### Girone di andata
| Arbitro: | Minelli (Varese) |

|                                           |           |                    |
| Luppi 11’ Pazzini 17’ Bessa 23’ Gómez 83’ | Marcatori | 12’ (aut.) Nicolas |

| Latina 4 settembre 2016, ore 20:30 CEST 2ª giornata | Latina            | 0 – 0 referto | Spezia | Stadio Domenico Francioni (2 683 spett.)\| Arbitro: \| Sacchi (Macerata) \| |
| Arbitro:                                            | Sacchi (Macerata) |               |        |                                                                             |

| Arbitro: | Pasqua (Tivoli) |

|                  |           |            |
| Dionisi 52’, 64’ | Marcatori | 87’ Acosty |

| Arbitro: | Aureliano (Bologna) |

|              |           |           |
| De Vitis 73’ | Marcatori | 89’ Pajač |

| Arbitro: | Mainardi (Bergamo) |

|                          |           |                       |
| N. Viola 15’ Adorján 33’ | Marcatori | 21’ Brosco 37’ Paponi |

| Arbitro: | Nasca (Bari) |

|            |           |                 |
| Brosco 26’ | Marcatori | 29’ Meccariello |

| Arbitro: | Di Martino (Teramo) |

|                          |           |                       |
| Ciano 14’ Mi. Djuric 75’ | Marcatori | 8’ Paponi 93’ Rolando |

| Arbitro: | Chiffi (Padova) |

|                              |           |  |
| Boakye 38’ (rig.) Acosty 41’ | Marcatori |  |

| Arbitro: | Piccinini (Forlì) |

|                   |           |  |
| Di Gaudio 5’, 52’ | Marcatori |  |

| Arbitro: | Sacchi (Macerata) |

|           |           |             |
| Paponi 8’ | Marcatori | 62’ Mannini |

| Arbitro: | Illuzzi (Molfetta) |

|            |           |               |
| Ebagua 78’ | Marcatori | 86’ Regolanti |

| Arbitro: | Mainardi (Bergamo) |

|                    |           |              |
| Iori 4’ Kouamé 74’ | Marcatori | 90+2’ Corvia |

| Arbitro: | Abisso (Palermo) |

|                                    |           |             |
| Corvia 13’ (rig.) L.A. Scaglia 44’ | Marcatori | 63’ De Luca |

| Arbitro: | Aureliano (Bologna) |

|  |           |                   |
|  | Marcatori | 50’ (rig.) Corvia |

| Arbitro: | Pinzani (Empoli) |

|                  |           |          |
| L.A. Scaglia 49’ | Marcatori | 82’ Coda |

| Ferrara 26 novembre 2016, ore 15:00 CET 16ª giornata | SPAL            | 0 – 0 referto | Latina | Stadio Paolo Mazza (7 161 spett.)\| Arbitro: \| Ros (Pordenone) \| |
| Arbitro:                                             | Ros (Pordenone) |               |        |                                                                    |

| Arbitro: | Di Paolo (Avezzano) |

|            |           |             |
| Corvia 23’ | Marcatori | 85’ Masucci |

| Arbitro: | Marinelli (Tivoli) |

|                        |           |                       |
| Orsolini 49’ Gatto 55’ | Marcatori | 73’, 96’ L.A. Scaglia |

| Arbitro: | Ros (Pordenone) |

|                   |           |            |
| Boakye 83’ (rig.) | Marcatori | 70’ Bisoli |

| Arbitro: | Nasca (Bari) |

|            |           |               |
| Guberti 4’ | Marcatori | 9’ Dellafiore |

| Latina 30 dicembre 2016, ore 15:00 CET 21ª giornata | Latina           | 0 – 0 referto | Avellino | Stadio Domenico Francioni (3 527 spett.)\| Arbitro: \| Rapuano (Rimini) \| |
| Arbitro:                                            | Rapuano (Rimini) |               |          |                                                                            |

#### Girone di ritorno
| Arbitro: | Abbattista (Molfetta) |

|                       |           |  |
| Brosco 10’ Boakye 90’ | Marcatori |  |

| Arbitro: | Serra (Torino) |

|                                |           |                            |
| Granoche 15’, 71’ Pulzetti 20’ | Marcatori | 79’ Brosco 93’ Garcia Tena |

| Arbitro: | Manganiello (Pinerolo) |

|  |           |             |
|  | Marcatori | 38’ Dionisi |

| Arbitro: | Pezzuto (Lecce) |

|                         |           |            |
| Pezzi 41’ Ciciretti 61’ | Marcatori | 20’ Corvia |

| Arbitro: | Baroni (Firenze) |

|  |           |               |
|  | Marcatori | 87’ Galabinov |

| Arbitro: | Sacchi (Macerata) |

|  |           |              |
|  | Marcatori | 22’ De Vitis |

| Arbitro: | Saia (Palermo) |

|                |           |           |
| Dellafiore 70’ | Marcatori | 39’ Cocco |

| Arbitro: | Ros (Pordenone) |

|             |           |               |
| Manconi 12’ | Marcatori | 39’ Buonaiuto |

| Arbitro: | Pasqua (Tivoli) |

|  |           |             |
|  | Marcatori | 71’ Mbakogu |

| Arbitro: | Marinelli (Tivoli) |

|           |           |            |
| Manaj 50’ | Marcatori | 80’ Corvia |

| Latina 25 marzo 2017, ore 15:00 CEST 32ª giornata | Latina              | 0 – 0 referto | Pro Vercelli | Stadio Domenico Francioni (2 501 spett.)\| Arbitro: \| Di Martino (Teramo) \| |
| Arbitro:                                          | Di Martino (Teramo) |               |              |                                                                               |

| Arbitro: | Martinelli (Roma) |

|  |           |                             |
|  | Marcatori | 60’ Strizzolo 79’ Chiaretti |

| Arbitro: | Sacchi (Macerata) |

|                       |           |  |
| Galano 63’ Fedele 92’ | Marcatori |  |

| Arbitro: | Illuzzi (Molfetta) |

|  |           |             |
|  | Marcatori | 80’ De Luca |

| Arbitro: | Rapuano (Rimini) |

|                         |           |                |
| Rosina 56’ Sprocati 78’ | Marcatori | 40’ De Giorgio |

| Arbitro: | Abisso (Palermo) |

|            |           |                            |
| Corvia 12’ | Marcatori | 14’ Bonifazi 69’ Antenucci |

| Arbitro: | Marinelli (Tivoli) |

|  |           |               |
|  | Marcatori | 84’ Buonaiuto |

| Latina 29 aprile 2017, ore 15:00 CEST 39ª giornata | Latina         | 0 – 0 referto | Ascoli | Stadio Domenico Francioni (2 386 spett.)\| Arbitro: \| Serra (Torino) \| |
| Arbitro:                                           | Serra (Torino) |               |        |                                                                          |

| Arbitro: | Baroni (Firenze) |

|                     |           |                |
| And. Caracciolo 94’ | Marcatori | 65’ Dellafiore |

| Arbitro: | Nasca (Bari) |

|                                   |           |                         |
| De Giorgio 38’ (rig.), 83’ (rig.) | Marcatori | 23’ Mustacchio 72’ Dezi |

| Arbitro: | Saia (Palermo) |

|                               |           |             |
| Ardemagni 71’ L. Castaldo 82’ | Marcatori | 34’ Insigne |

### Coppa Italia

#### Secondo turno
| Arbitro: | Baroni (Firenze) |

|            |           |  |
| Paponi 18’ | Marcatori |  |

#### Terzo turno
| Arbitro: | Massa (Imperia) |

|             |           |  |
| Troest 105’ | Marcatori |  |

## Statistiche
Statistiche aggiornate al 18 maggio 2017

### Statistiche di squadra
| Competizione | Punti       | In casa | In casa | In casa | In casa | In casa | In casa | In trasferta | In trasferta | In trasferta | In trasferta | In trasferta | In trasferta | Totale | Totale | Totale | Totale | Totale | Totale | DR   |
| Competizione | Punti       | G       | V       | N       | P       | Gf      | Gs      | G            | V            | N            | P            | Gf           | Gs           | G      | V      | N      | P      | Gf     | Gs     | DR   |
| ------------ | ----------- | ------- | ------- | ------- | ------- | ------- | ------- | ------------ | ------------ | ------------ | ------------ | ------------ | ------------ | ------ | ------ | ------ | ------ | ------ | ------ | ---- |
| Serie B      | 35 (-4)     | 21      | 3       | 12      | 6       | 16      | 18      | 21           | 3            | 9            | 9            | 22           | 32           | 42     | 6      | 21     | 15     | 38     | 50     | - 12 |
| Coppa Italia | terzo turno | 1       | 1       | 0       | 0       | 1       | 0       | 1            | 0            | 0            | 1            | 0            | 1            | 2      | 1      | 0      | 1      | 1      | 1      | 0    |
| Totale       | 35          | 22      | 4       | 12      | 6       | 16      | 18      | 22           | 3            | 9            | 10           | 22           | 33           | 44     | 7      | 21     | 16     | 39     | 51     | - 12 |

### Andamento in campionato
| Giornata  | 1  | 2  | 3  | 4  | 5  | 6  | 7  | 8  | 9  | 10 | 11 | 12 | 13 | 14 | 15 | 16 | 17 | 18 | 19 | 20 | 21 | 22 | 23 | 24 | 25 | 26 | 27 | 28 | 29 | 30 | 31 | 32 | 33 | 34 | 35 | 36 | 37 | 38 | 39 | 40 | 41 | 42 |
| --------- | -- | -- | -- | -- | -- | -- | -- | -- | -- | -- | -- | -- | -- | -- | -- | -- | -- | -- | -- | -- | -- | -- | -- | -- | -- | -- | -- | -- | -- | -- | -- | -- | -- | -- | -- | -- | -- | -- | -- | -- | -- | -- |
| Luogo     | T  | C  | T  | C  | T  | C  | T  | C  | T  | C  | T  | T  | C  | T  | C  | T  | C  | T  | C  | T  | C  | C  | T  | C  | T  | C  | T  | C  | T  | C  | T  | C  | C  | T  | C  | T  | C  | T  | C  | T  | C  | T  |
| Risultato | P  | N  | P  | N  | N  | N  | N  | V  | P  | N  | N  | P  | V  | V  | N  | N  | N  | N  | N  | N  | N  | V  | P  | P  | P  | P  | V  | N  | N  | P  | N  | N  | P  | P  | P  | P  | P  | V  | N  | N  | N  | P  |
| Posizione | 22 | 20 | 21 | 20 | 20 | 20 | 19 | 15 | 19 | 21 | 19 | 20 | 17 | 14 | 14 | 13 | 13 | 14 | 15 | 16 | 17 | 15 | 16 | 16 | 19 | 19 | 18 | 19 | 18 | 18 | 18 | 19 | 22 | 22 | 22 | 22 | 22 | 21 | 21 | 22 | 22 | 21 |

Fonte:  CLASSIFICA SERIE B 16/17, su legab.it. URL consultato il 29 maggio 2017 (archiviato dall'url originale il 22 maggio 2017).
Legenda:

Luogo: C = Casa; T = Trasferta. Risultato: V = Vittoria; N = Pareggio; P = Sconfitta.

## Giovanili

### Piazzamenti
- Primavera:
  - Campionato: Undicesimo posto
  - Coppa Italia: Secondo turno